# Herbert Prohaska
Herbert Prohaska är en österrikisk fotbollsspelare och fotbollstränare, expertkommentator, född 8 augusti 1955 i Wien.

## Karriär
Herbert Prohaska spelade under åtta år för Austria Wien innan han gick till italienska storlaget Inter. I Inter blev Prohaska cupmästare innan han flyttade till AS Roma. I Roma blev Prohaska italiensk mästare 1983 under den svenska tränaren Nils Liedholm. Prohaska återvände hem till Austria Wien och nya liga- och cuptitlar följde. 
Efter tiden som spelare blev Prohaska tränare i Austria Wien och 1993 blev Prohaska förbundskapten för Österrike. Österrike kvalade under Prohaska in till VM i Frankrike 1998 vilket var Österrikes första kvalframgång sedan VM i Italien 1990. Österrike gick inte vidare från gruppspelet. 1999 avgick Prohaska sedan Österrike förlorat med 0-9(!) mot Spanien. Prohaska är en av de som suttit längst på posten som österrikisk förbundskapten i fotboll. 

## Meriter
- 83 A-landskamper och 10 mål för Österrikes fotbollslandslag
- VM i fotboll: 1978, 1982
- Österrikisk mästare: 1976, 1978, 1979, 1980, 1984, 1985, 1986
- Österrikisk cupmästare: 1974, 1977, 1980, 1986
- Italiensk mästare 1983
- Italiensk cupmästare 1982